# 2011 au Vatican
Chronologie du Vatican
- 2007
- 2008
- 2009
- 2010
- 2011
- 2012
- 2013
- 2014
- 2015

## Administration
- Pape : Benoît XVI
- Président du Gouvernorat : Giovanni Lajolo puis Giuseppe Bertello
- Camerlingue de la Sainte Église romaine : Tarcisio Bertone
- Cardinal secrétaire d'État : Tarcisio Bertone

## Chronologie

### Mai 2011
- Dimanche 1er mai 2011 : Béatification du pape Jean-Paul II par le pape Benoît XVI sur la place Saint-Pierre, devant un demi million de personnes et 90 délégation officielles de pays[1].

### Décembre 2011
- Mercredi 7 décembre 2011 : le Saint-Siège et le Mozambique signent des protocoles sur la régulation sur le statut juridique de l'Église catholique dans le pays, la reconnaissance des diplômes dispensés par les instituts catholique et aussi sur la fiscalité. Cet accord est le premier dans son genre avec un pays d'Afrique australe. Il a été signé par le nonce apostolique au Mozambique (en) Antonio Arcari et le ministre des affaires étrangères et de la coopération Oldemiro Julio Marques Baloi[2].